# Madonna col Bambino tra i santi Flaviano e Onofrio

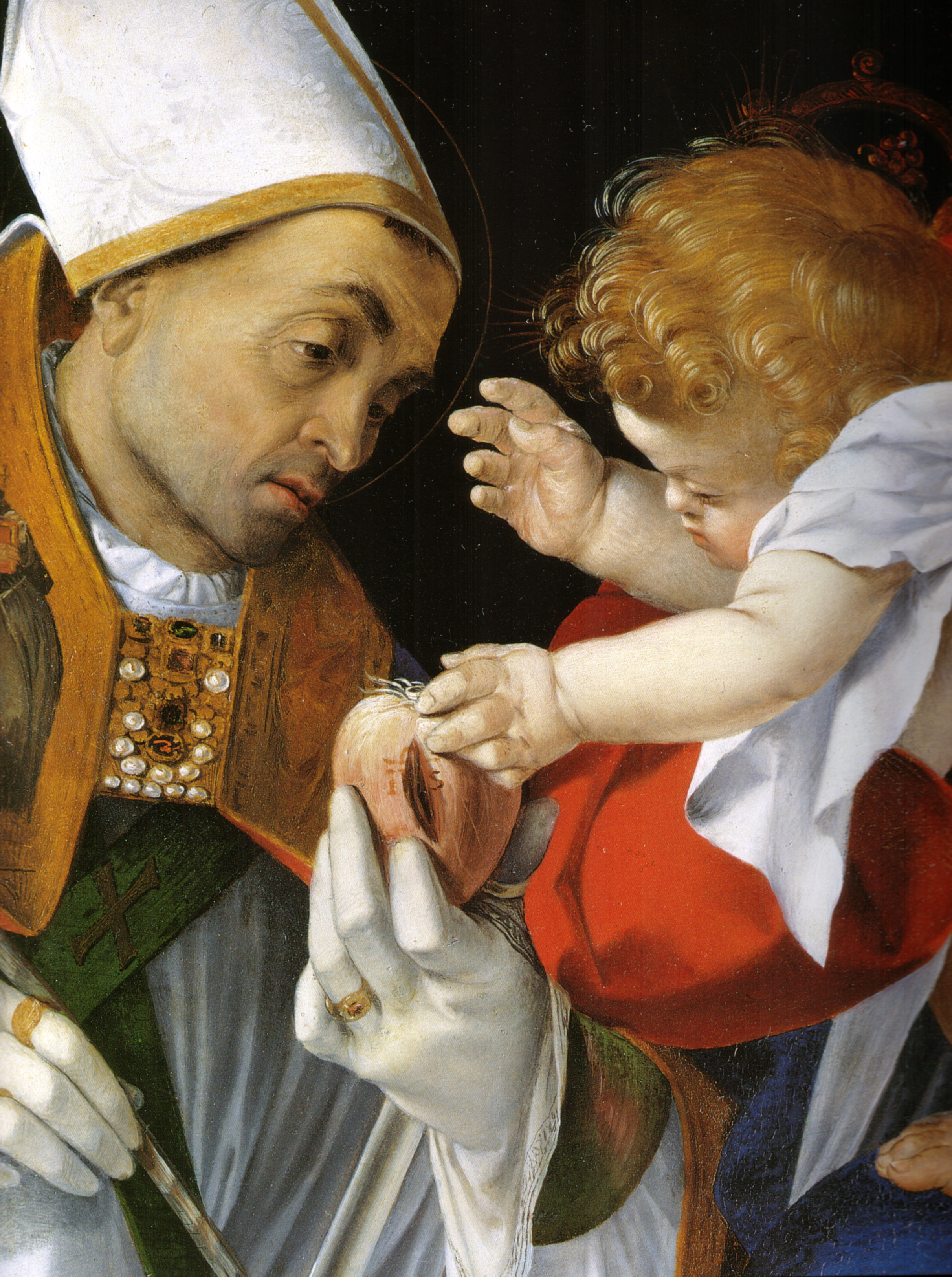
Dettaglio

La Madonna col Bambino tra i santi Flaviano e Onofrio è un dipinto olio su tavola (53x67 cm) di Lorenzo Lotto, firmata e datata al 1508 e conservato nella Galleria Borghese a Roma. L'opera è datata a firmata in alto "Laurent Lotus M D VIII".

## Storia
L'opera fu dipinta nello stesso anno in cui Lotto completò il Polittico di Recanati e poi si trasferì a Roma. Purtroppo la ricostruzione documentaria non ha permesso ancora di appurare se fu dipinta quando era ancora nelle Marche o già a Roma.
Le prime notizie sulla tavola risalgono al 1693, quando si trovava nella collezione Borghese.

## Descrizione e stile
Lo schema è quello tipico della Sacra conversazione a mezze figure su sfondo scuro, in cui è raffigurata la Madonna col Bambino al centro tra due santi, ampiamente usato da Giovanni Bellini e altri pittori veneziani.
La Madonna, dallo sguardo pensoso, tiene in braccio il Bambino corpulento, che, cercando di divincolarsi, si protende verso il santo vescovo a sinistra, identificato come martire dalla presenza della palma nella mano destra, che gli mostra un cuore. L'identità di questo personaggio non è certa. È stato interpretato inizialmente come san Flaviano vescovo,  patrono di Recanati, che offre a Gesù un cuore trafitto, a prefigurarne la futura Passione. Più di recente si è ipotizzato che sia sant'Ignazio di Antiochia, molto venerato a Roma, a cui, secondo la leggenda, dopo la morte fu aperto il cuore e ne uscì il nome di Gesù a lettere d'oro. Osservando il dettaglio del dipinto, infatti, si nota che sopra il taglio sul cuore è presente il monogramma YHS.
A destra è raffigurato l'eremita sant'Onofrio la cui fisionomia calva e barbuta si ispira a un personaggio del Cristo dodicenne tra i dottori di Albrecht Dürer, tavola dipinta a Venezia nel 1506. A Dürer rimandano anche la movimentata asimmetria e l'ardente intensità coloristica dell'opera, nonché il modo di creare i panneggi, non più tesi come carta accartocciata nelle opere precedenti, ma morbidi e densamente coloriti.